# 羅素·布法利諾
羅素·布法利諾（英語：Russell Bufalino；本名罗萨里奥·阿尔弗雷多·布法利诺（Rosario Alfredo Bufalino，義大利語發音：[roˈzaːrjo alˈbɛrto bufaˈliːno]），1903年9月29日—1994年2月25日），又被稱為「McGee」和「The Old Man」，是一名意大利裔美國黑手黨，他後來成為賓夕凡尼亞州東北部的布法利諾犯罪家族的老大，由1959年至1989年統治該家族。儘管布法利諾是一名小型犯罪家族的老大，但他在全國黑手黨中有很大的影響力。他是吉米·霍法的長期律師比爾·布法利諾的堂兄。

## 早年
布法利諾於1903年9月29日出生在意大利西西里島的蒙特多罗，與他的家人在1906年通過紐約港口移民到美國，定居在紐約州的水牛城，在那裡他在青少年時成為了一名罪犯。他與來自西西里黑手黨家族的Carolina Sciandra結緍。布法利諾與許多水牛城的黑幫一起工作，其中有些人將會成為普法羅犯罪家族和美國東岸其他未來黑手黨家族的最高領導人。事實證明，這些關係對布法利諾的犯罪生涯非常有幫助。家族與大家族的關係對西西里裔美國罪犯很重要，他們創建了一個強大、秘密的支援系統，外人或執法部門都無法滲透。他與他的第一任來自蒙特多罗的老大約翰·C·蒙塔納和同胞移民有著重要的友誼。
在1920年代早期，布法利諾開始與另一位紐約上州的年輕私酒販約瑟·巴巴拉合作。布法利諾後來於1940年搬到賓夕凡尼亞州的金斯頓。賓夕凡尼亞州東北部犯罪家族控制了賓夕凡尼亞州的皮茨頓、斯克蘭頓和威爾克斯-巴里，以及紐約上州地區的有組織犯罪活動。
1950年代早期，美國移民及歸化局嘗試將布法利諾驅逐出境，但15年來從未成功，因為意大利政府不想讓他重新入境。
布法利諾在1955年遇見貨車司機法蘭克·希蘭，當時布法利諾提出要幫助他修理貨車。布法利諾把希蘭介紹給国际卡车司机兄弟会的主席吉米·霍法。霍法成為希蘭的親密朋友，利用希蘭作為打手，包括暗殺不聽話的工會成員和威脅到貨車司機地盤的敵對工會成員。根據希蘭的說法，他與霍法的第一次對話是通過電話進行的，霍法首先說：「我聽說你漆房子」——這是黑幫暗號的意思：我聽說你殺了人，「漆」是指當你向身體發射子彈時所噴濺的鮮血。

## 阿巴拉欽黑幫會議
1957年，維多·吉諾維斯從法蘭克·卡斯特羅手中接管盧西安諾犯罪家族後，想要通過召開一場全國黑手黨會議來使他的新權力合法化。吉諾維斯揀選了紐約州的水牛城老大兼黑手黨委員會成員斯特凡諾·馬加迪諾，馬加迪諾反過來選擇了賓夕凡尼亞州東北部的犯罪老大約瑟·巴巴拉和他的小老大羅素·布法利諾來監督所有安排。
1957年11月14日，來自美國和意大利的強大黑手黨在紐約州阿巴拉欽的巴巴拉莊園開會。會議議程包括解決關於非法賭博和麻醉藥物交易的公開問題，特別是在紐約市地區。碰巧的是，一個紐約州的騎警Edgar D. Croswell偷聽到小約瑟·巴巴拉（Joseph Barbara Jr.）試圖為會議的與會者在當地一間汽車旅館裡找些房間給他們。懷疑心升起，騎警們和聯邦探員迅速在巴巴拉莊園周圍建立警戒線。當黑幫們發現警察在場時，他們開始乘車和步行逃離集會。許多黑手黨成員逃到環繞著巴巴拉莊園的樹林。
他們剛開始會議時，戈爾福海堡原住民兼巴巴拉的僱員Bartolo Guccia，在離開巴巴拉的莊園時發現了一個警察路障。Guccia後來說，他返回巴巴拉的家中檢查魚類訂單。一些出席者試圖開車離開，但被路障攔住。其他人在被捕前則艱難地穿過田野和樹林，整破了他們昂貴的西裝。
警察在路障處攔住了由布法利諾駕駛的汽車，其中乘客包括吉諾維斯和其他三名男子。布法利諾說，他來拜訪生病的朋友巴巴拉。所有被捕的人均被罰款，每人最高罰款10,000美元，並被判處三至五年的徒刑，但是，所有這些定罪在1960年被上訴推翻。

## 晚期與入獄
巴巴拉在1959年6月去世，黑手黨委員會認可布法利諾為正式的家族老大。
1972年，歌手阿爾·馬蒂諾獲得《教父》中的角色Johnny Fontane但被剝奪並給了維克·戴蒙後，他去找他的教父布法利諾，布法利諾後來策劃了各種新聞報導，聲稱導演法蘭斯·哥普拉不知道製片人艾伯特·S·魯迪給了馬提諾演出角色。戴蒙最後放棄這個角色，因為他不想激怒黑幫，加上他只得到很少的報酬。最終，Johnny Fontane這角色給回馬提諾。
1973年4月20日，布法利諾在Scranton夜總會內被聯邦調查局（FBI）突擊而被捕，罪名是干預各州間的貿易、妨礙司法公正、賭博和運送被盜財產，但後來以50,000美元的保釋金獲釋。
1977年，參與證人保護項目的Jack Napoli作證說，布法利諾曾威脅要殺害他，因為他未能向紐約一名珠寶商支付25,000美元的債務，而布法利諾被指控敲詐勒索。布法利諾一經被起訴，便立即採取措施減少進一步刑事指控的可能性。他任命顧問Edward Sciandra為代理老大，並將自己從家族的日常業務中撤走。1978年8月8日，布法利諾因為參與企圖勒索而被定罪和被判處4年監禁。他服刑了將近3年。
布法利諾於1981年5月獲釋，但因密謀殺害證人Napoli而再次被起訴。主要控方證人吉米·弗拉蒂安諾說，他和米高·里齊泰洛曾在1976年被布法利諾要求殺死Napoli。1981年11月，布法利諾在萊文沃思美國監獄被判處10年監禁。

## 衰落和逝世
隨著布法利諾再次入獄，家族受到聯邦政府調查，該組織的實力開始衰落。1989年，布法利諾出獄，家族的剩餘業務交給了威廉·德利亚。
1994年2月25日，布法利諾在賓夕凡尼亞州金斯頓的內斯比特紀念醫院（Nesbitt Memorial Hospital）因自然原因去世，享年90歲。他被埋葬在賓夕凡尼亞州斯沃耶斯維尔的丹尼森（Denison）公墓。

## 流行文化
在2019年馬田·史高西斯的電影《愛爾蘭人》中，由祖·柏斯飾演布法利諾。

## 外部連結
- "The American 'Mafia'—Who Was Who: Rosario 'Russell' Bufalino"
- The Irishman and the Quiet Don （页面存档备份，存于） by Mike La Sorte, Professor Emeritus
- The New York Times: "2 Accused of a Plot to Murder Witness" （页面存档备份，存于）